# Константин III Маврокордат
Константин III Маврокордат (на румънски: Constantin Mavrocordat; на гръцки: Κωνσταντίνος Μαυροκορδάτος) (27 февруари 1711 – 23 ноември 1769) е гръцки аристократ, княз на Мунтения (1730, 1731 – 1733, 1735 – 1739), шест пъти владетел на Влашко под името Константин III (1739 – 1741, 1744 – 1748, 1756 – 1758, 1761 – 1763) и четири пъти княз на Молдова под името Константин IV (1733 – 1735, 1741 – 1743, 1748 – 1749, 1769).

## Живот
Роден в Константинопол в гръцкото фанариотско семейство Маврокордатос Константин наследява баща си Николаос Маврокордатос като княз на Влашко за кратко през 1730 г. (от 3 септември до 4 октомври), след което е свален от трона, но впоследствие още пет пъти поема властта в княжеството. Успява да си върне Олтения чрез Белградския мирен договор от 1739 г. след Руско-турската война от 1735 – 1739.
Управлението му в двете княжества е белязано от реформи в административната и данъчната система, повлияни донякъде от тези, предприети от Хабсбургите в Олтения – тези реформи той започва отначало във Влашко, а след това ги подема и в Молдова. Също така въвежда забрана собствениците на слуги цигани да ги разделят при различни господари тогава, когато те са женени.
На 5 ноември 1769 г. Константин Маврокордат е ранен и взет в плен от войските на императрица Екатерина II при съпротивата му при Галац по време на петата Руско-турска война и умира като пленник в Яш.